# Dieselpartikelfilter-Reinigung

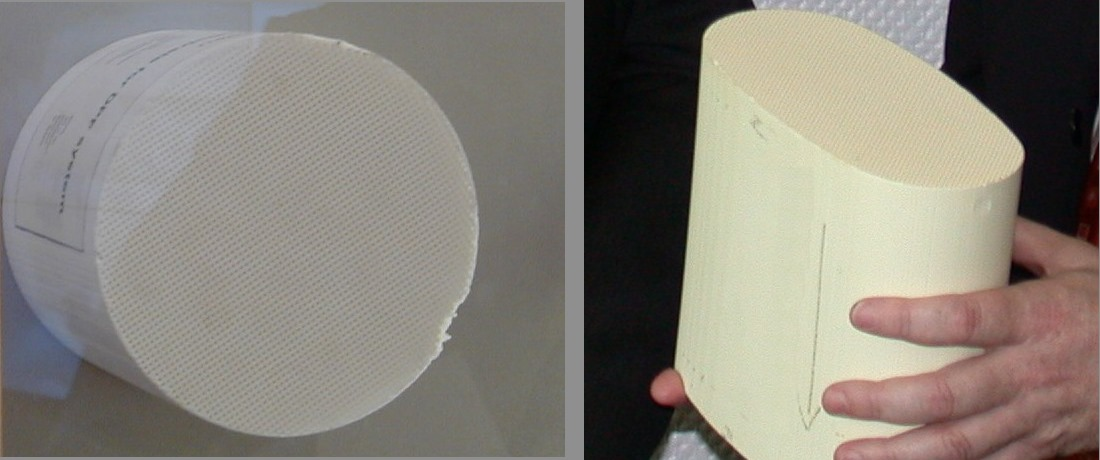
Neuer Dieselpartikelfilter (Monolith) links aus Cordierit-Keramik, rechts aus Aluminiumtitanat-Keramik

Bei der Dieselpartikelfilter-Reinigung handelt es sich um eine chemische oder mechanische und/oder thermische Reinigung, durchgeführt von speziellen Dienstleistungsunternehmen oder Kfz-Werkstätten. Verstopfte Dieselrußpartikelfilter (DPF) lassen sich gegen neue DPF austauschen oder mittels Dieselpartikelfilter-Reinigung wieder instand setzen.

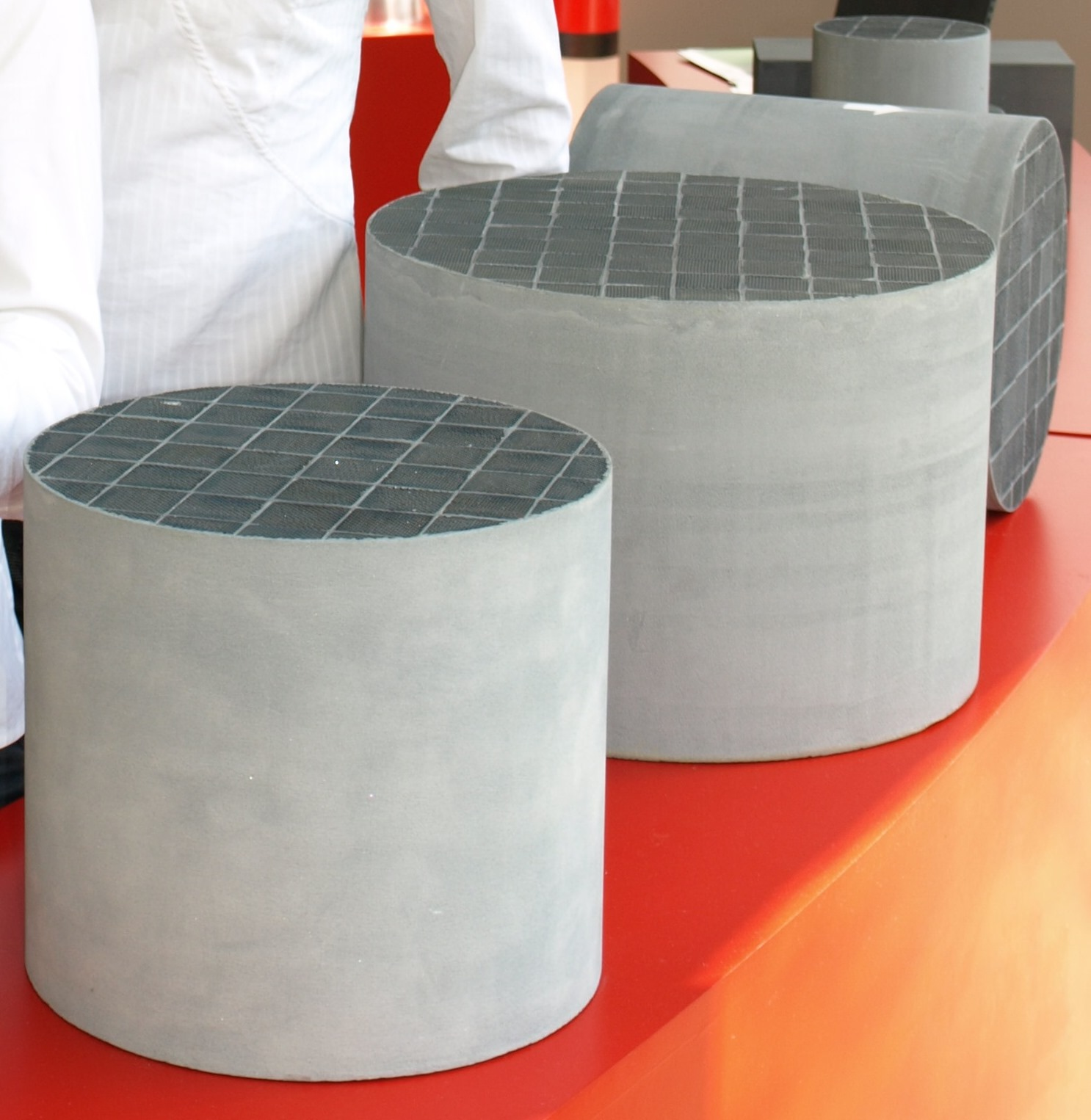
Neuer Dieselpartikelfilter aus Siliziumkarbid

## Ursachen

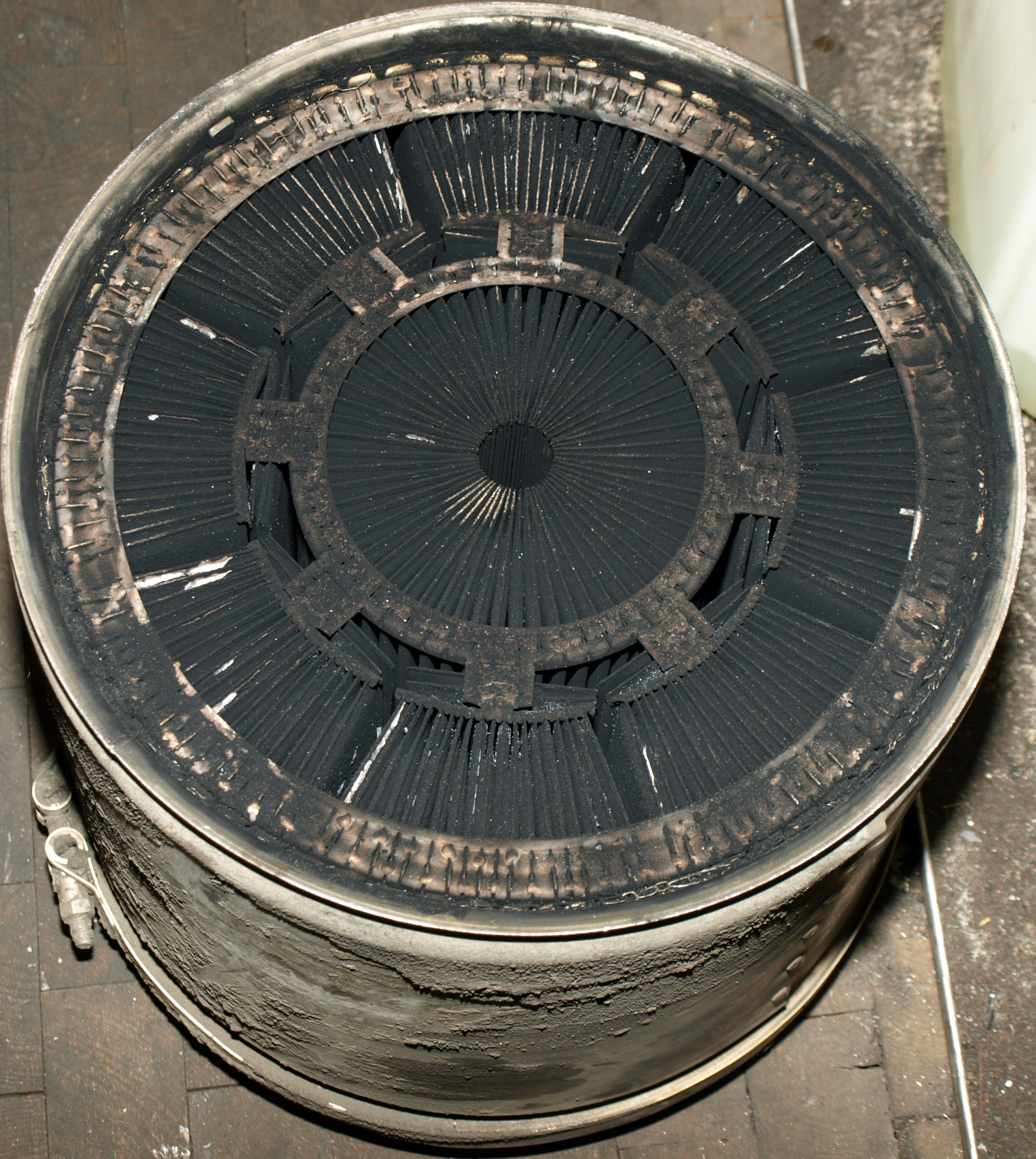
Dieselpartikelfilter aus Sintermetall mit Ruß beladen.

Alle Automobilhersteller setzen in der Erstausrüstung die sogenannten Wandstromfilter ein. Der gesammelte Ruß wird etwa alle 500 bis 1.000 km durch die sogenannte Regeneration verbrannt, welche über die Motorsteuerung mit ihren Sensoren ausgelöst wird. Allerdings sammelt sich im Laufe der Zeit die unbrennbare Asche an. Je nach Fahrzeugmodell und Dieselpartikelfiltertyp sind Dieselrußpartikelfilter (DPF) nach Laufleistungen von etwa 120.000 bis 180.000 km mit unbrennbarer Asche verstopft. Teilweise tritt eine Verstopfung mit Ruß aber auch schon früher auf (z. B. bei häufigen Fahrten im Stadtverkehr oder bei Serpentinenfahrten). Der stetig anwachsende Ascheberg erhöht zudem den Abgasgegendruck und damit den Kraftstoffverbrauch. Im Extremfall kann der mit Asche volle Partikelfilter einen so hohen Abgasgegendruck erzeugen, dass die Abgasanlage vom Motorblock abreißt, falls die interne Elektronik den Motor nicht vorher bereits komplett abgeschaltet hat. Der Austausch eines alten gegen einen neuen DPF ist je nach Modell extrem kostenintensiv. Die Preise inklusive Einbau reichen von rund 1.500 Euro bis hin zu 4.500 Euro bei speziellen Importmodellen. Alternativ werden DPF-Reinigungsverfahren angeboten. Die Anbieter versprechen, dass es deutlich günstiger sei, einen Partikelfilter zu reinigen als einen Austausch des Filters vorzunehmen.

## Verfahren

### Erhitzen
Es gibt verschiedene DPF-Reinigungsverfahren. Durch das Erhitzen der Filter über einen längeren Zeitraum mit einer konstanten Temperatur in einem Ofen sollen sich alle Verunreinigungen in den engen Kanälen lösen. Dabei wird auch der restliche Ruß verbrannt. Anschließend wird der Filter ausgeblasen oder ausgewaschen. Die gereinigten Filter sollen dann genauso lange wie Neufilter halten, wenn alle dazugehörigen Motorteile (AGR-Ventil, Sensoren, Luftmassenmesser, Turbolader, Ventile etc.) in einwandfreiem, funktionstüchtigem Zustand sind. Im Gegensatz zu Neufiltern wird allerdings keine Laufleistung für gereinigte DPF garantiert.

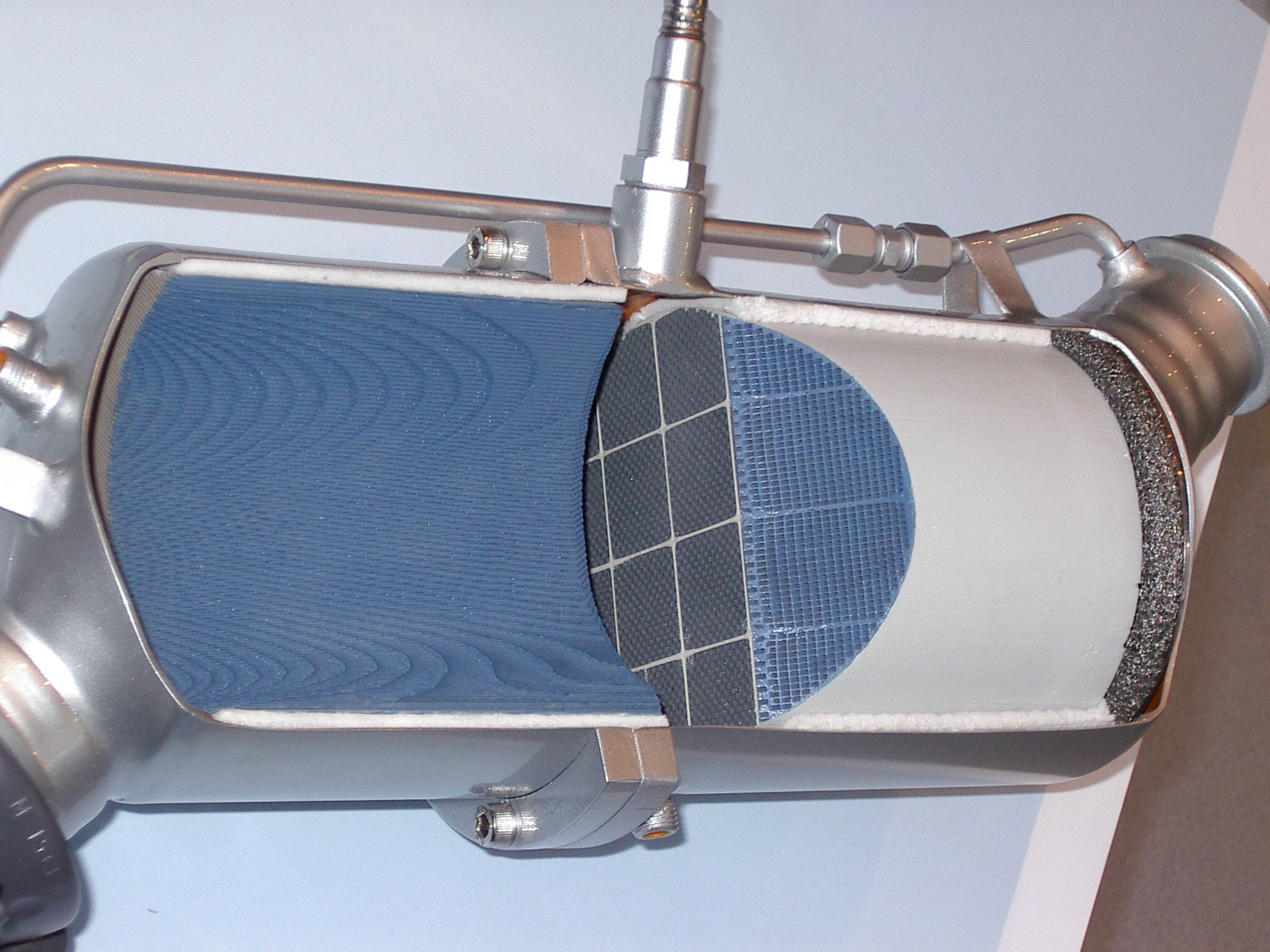
Dieselpartikelfilter aus Siliziumkarbid (rechts) plus Oxydationskatalysator (links) inklusive Sensoren sowie Metallgehäuse.

### Druckluft
Bei der Reinigung mit Druckluft wird völlig auf die Auftrennung des Gehäuses und den Einsatz schädlicher Chemie verzichtet. Lediglich ein ungiftiges, trinkbares Aerosol wird für maximal eine Minute des Reinigungsprozesses zugeführt. Mit Hilfe dieses Verfahrens werden Verschmutzungen wie Ruß, Asche oder Ölascheablagerungen entfernt. Da das Gehäuse bei dieser Reinigungsart nicht aufgetrennt werden muss, wird eine Schwächung des Filtergehäuses durch Schweißnähte und Sandstrahlarbeiten vermieden. Nach der Reinigung mit Druckluft und Aerosol wird der Filter weit unterhalb der Brenntemperatur nachgetrocknet. Im Anschluss wird das Durchströmungsverhalten geprüft und in einem Protokoll festgehalten. Bei diesem Verfahren werden annähernd 100 % der Ruß- und Ascherückstände entfernt.

### Trockenschnee
Speziell für die Reinigung größerer Filter ist das DPF-Reinigungsverfahren mittels Trockenschnee (festes Kohlenstoffdioxid CO2) effektiv, wenn beide Frontseiten des Filters offen sind. Auch dieses Verfahren kommt ohne eine Auftrennung des Gehäuses aus. Die Reinigung dauert dann im Regelfall nur 10 bis 45 Minuten. Nach Anbieteraussagen soll der Filter dabei materialschonend und nahezu komplett gereinigt werden. Dabei entsteht kein weiterer Abfall, lediglich die entfernten Mengen an Ruß und Asche verbleiben. Geschlossene LKW Filter und andere Großfilter werden ohne Gehäusetrennung ebenfalls mit Druckluft und ungiftigem Aerosol gereinigt.

### Chemische Reinigungsflüssigkeiten
Darüber hinaus gibt es die Partikelfilterreinigung mittels chemischer Flüssiglösungen. Dabei muss zwischen der Reinigung von Ruß und der Reinigung von Asche unterschieden werden.
Bei der Reinigung von Ruß geschieht streng genommen dasselbe wie bei der Regeneration durch den Motor. Die Reinigungsflüssigkeit wird in den DPF eingesprüht. Bei einer anschließenden längeren Fahrt wird dann der Ruß aufgrund der einsetzenden Regeneration komplett verbrannt. Die Temperaturen im Filter können durch die einsetzenden chemischen Reaktionen allerdings so hoch ansteigen, dass der Filter beschädigt oder im Extremfall sogar zerstört wird.
Bei der Reinigung von Asche wird der Filter mit einer speziellen Reinigungsflüssigkeit gegen die Strömungsrichtung gespült, wodurch die Asche aus dem Filtermaterial sowie aus allen Kanälen ausgespült wird.

### Ultraschall
Mittels Ultraschallverfahren durch spezielle Piezoelemente, welche von außen an den Filter angebracht werden, kann der DPF im eingebauten Zustand im Fahrzeug gereinigt werden. Dazu wird ein entsprechender Reiniger von außen in den Dieselpartikelfilter eingebracht und der Partikelfilter über eine spezielle Frequenz angeregt, wodurch sich der Ruß / die Asche löst und über die Abgasanlage ausgespült wird.

## Kritik
Die meisten DPF sind beschichtet – bei der Reinigung kann diese Edelmetall-Beschichtung beschädigt werden. Hinzu kommt, dass die Reinigung nicht zu 100 % gelingt, also ein Teil der Asche im Filter verbleibt. Weiterhin gibt es einen nicht unerheblichen Anteil an Ausschuss der Filterelemente auf Grund von Mikrorissen oder defekten Zellbereichen nach langen Erst-Laufleistungen. Um dies völlig auszuschließen, müssten die Filterelemente einzeln geprüft werden. Bei fast 100 Wandkanälen mit einem Querschnitt von etwa 2 × 2 mm, die dann noch 300 oder 400 mm lang sind, stellt dies einen nicht unerheblichen Aufwand dar.

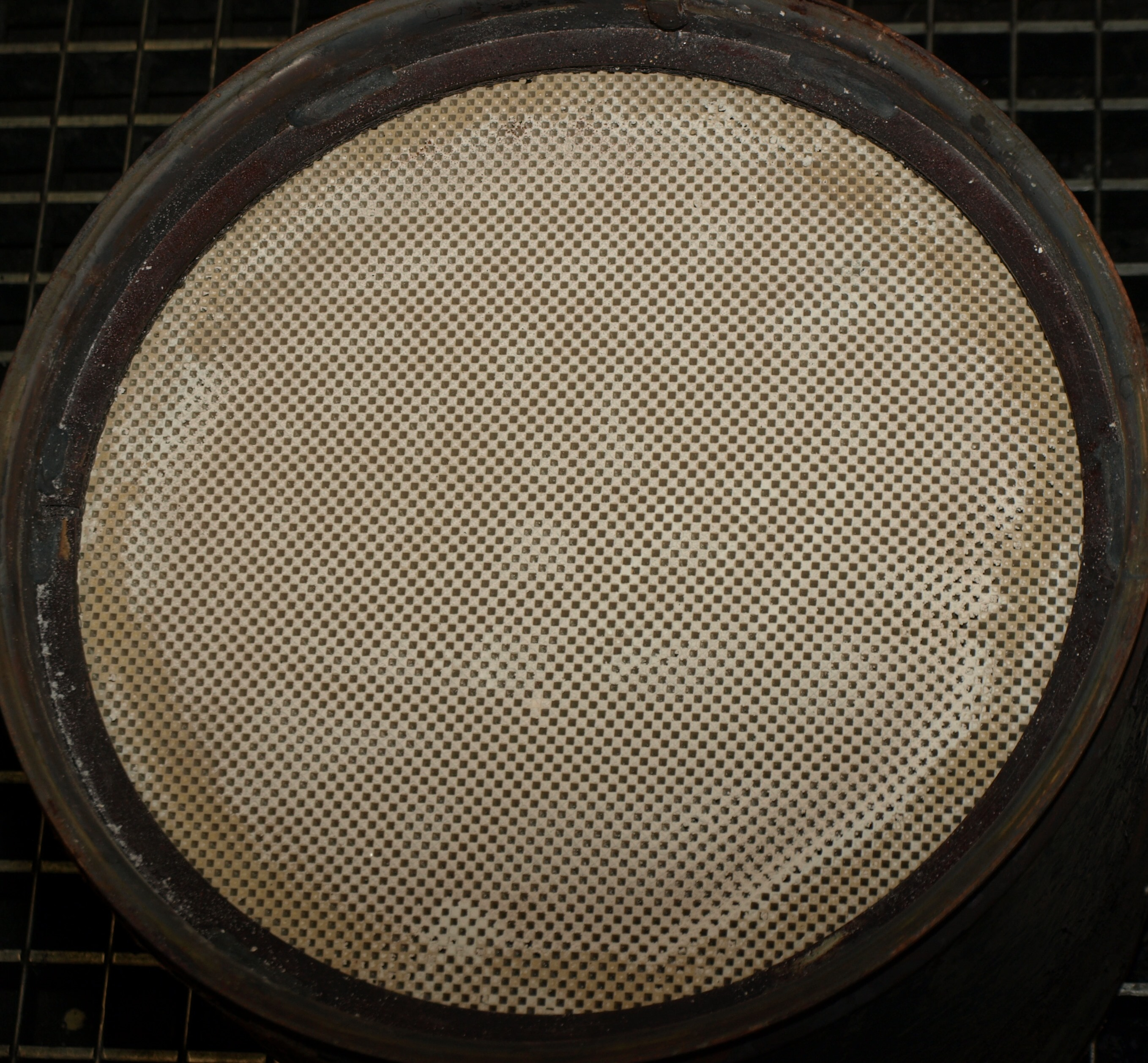
Dieselpartikelfilter aus Cordierit nach mechanischer Reinigung.

Zum Thema Beschichtungsalterung / -vergiftung schreibt das Kraftfahrt-Bundesamt (KBA) beispielsweise bei der DPF-Nachrüstung vor, dass der bisherige Oxidationskatalysator nicht älter als fünf Jahre oder nicht länger als 80.000 km verbaut sein darf. Problemlos funktionierende DPF sind frühestens nach 90.000 km voll mit Asche, weisen somit längere Laufleistungen auf.
Beim Ausbau des Filters können die Verrohrungen, die Verschraubungen, die Sensoren und der vorhandene Oxidationskatalysator – vor allem, wenn er mit dem Filterelement mechanisch unlösbar per Schweißverbindung verbunden ist – zerstört oder beschädigt werden. Dann kommen weitere Kosten hinzu. Alle seriösen DPF-Reinigungsfirmen weisen auf diese Problematik ausdrücklich hin.
2018 hat der ADAC eine Umfrage bei den Automobilherstellern durchgeführt, ob eine mechanische oder chemische Reinigung des Partikelfilters empfohlen werden kann. Kein einziger Automobilhersteller hat diese Reinigungsverfahren respektive Reinigungsmittel empfohlen. Ebenso ist die Verwendung von zusätzlichen Additiven von keinem einzigen Automobilhersteller freigegeben worden. Die Automobilhersteller sowie deren Verkäufer weisen zudem darauf hin, dass sie für Schäden, welche in ursächlichem Zusammenhang mit der Filterreinigung bzw. der Verwendung von Additiven stehen, nicht aufkommen werden. Aus diesem Grund entfällt jedwede Fahrzeuggarantie bzw. Sachmängelhaftung. Dies gilt ausdrücklich auch für daraus resultierende Folgeschäden und Unregelmäßigkeiten.